# Tosapectinidae
Tosapectinidae zijn een uitgestorven familie van tweekleppigen uit de orde Pectinida.